# 富山地方鉄道14780形電車

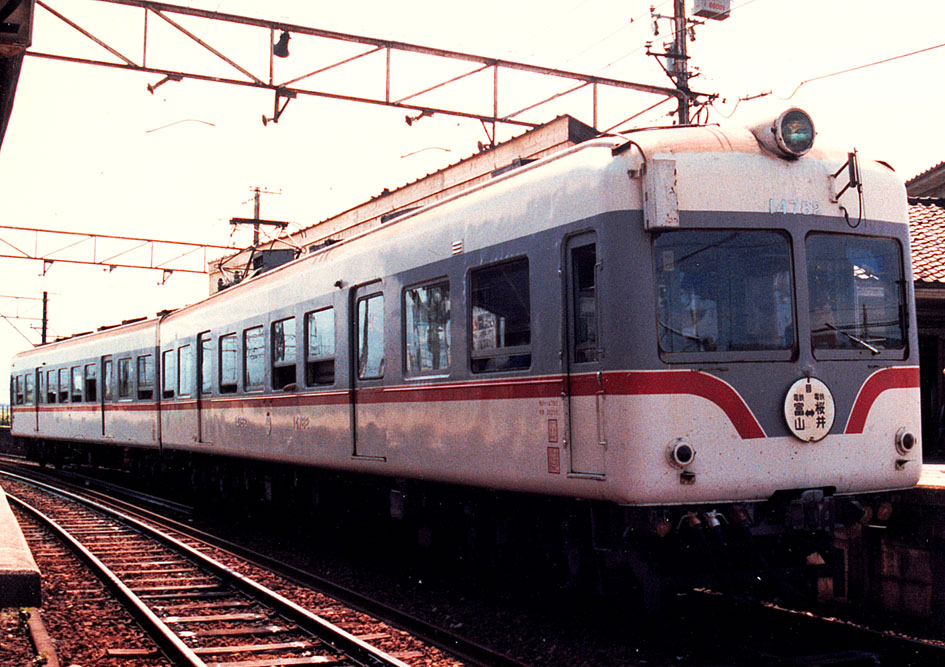
14780形14782（1982年 寺田駅）

富山地方鉄道14780形電車（とやまちほうてつどう14780がたでんしゃ）は、かつて富山地方鉄道に在籍した電車である。

## 概説
1955年に先行して製造されていた同社初のカルダン駆動車・14770形（のちの14790形）に続くカルダン駆動の増備車として、1956年から1958年にかけて各年2両ずつ、合計6両が製造された18m2扉車である。メーカーは14770形に引き続き、日本車輌製造東京支店である。
14770形での使用実績に基づき、富山地方鉄道では初の2両固定編成を採用しており、制御電動車のモハ14780-制御車のクハ180から構成される。

## 構造
14770形から大きく変更されたのは前面で、非貫通2枚窓となった。1957年に製造された第2編成まではヘッドライトは1灯であったが、1958年に製造された第3編成では、中央に主灯・左右に副灯を配置するスタイルとなった。第3編成では貫通路も1.2m幅の広幅貫通路に変更されており、前面スタイルと広幅貫通路については、その後増備された10020形・14720形においても踏襲されている。
側窓は一段上昇式の大型窓が14770形に引き続き採用されたが、角を僅かに丸めることで14770形よりも近代化された印象となり、なおかつ大きな上昇窓の天袋を確保するため幕板がかなり広く取られたことで、正面二枚窓と相まって肩の張った独特の張り上げ屋根スタイルが形成された。裾部を丸めながらも全体は角張った断面となり、後続の10020形・14720形に比べると軽快さこそ欠くが、落ち着いた風格のあるスタイルとなっている。
内装は扉間が固定クロスシート、車端部はロングシートで、14770形と同様の設備であったが、車体寸法は不変ながら乗務員室が片側だけになったので、その分シートピッチが拡大され、ゆとりに乏しかった14770形よりも居住性を改善している。
足回りについては好成績を得た14770形のシステムを踏襲し、台車も同型の鋼板溶接軽量台車である日本車輌製造NA4Pを用いている。電装系は東洋電機製造系で、中空軸平行カルダン駆動方式のTDK-803-A 110kwモーター×4基をES-760A電動カム軸制御器で直並列抵抗制御、ブレーキ装置も電空併用電磁直通ブレーキである。

## 運用
特急を筆頭に、鉄道線の全ての運用に充当された。しかし固定クロスシート車であることから、14760形の増備が進むと特急運用への充当機会は激減し、特に非冷房のままだった第1編成については、後年はほとんど特急運用には入らなかった。
1985年ごろから更新工事が施工された。側面窓はユニットサッシ2段窓化、前照灯もシールドビーム2灯式に変更された。モハ14782・14783は台車を日本車輛製のボルスタレス台車(ND706)に換装した。クハ181 - 183の台車は国鉄455系の廃車発生品(TR69B)に換装した。更新改造とは別に、1988年には冷房化も第2編成・第3編成に対して行われた。
1992年に第1編成が新塗装化され、車体裾部分も直線化されたが、冷房化は行われないまま1997年に廃車となった。その他の編成も16010形の入線により1999年までに廃車され、形式消滅となった。